# Solomon Wariso
Solomon Wariso (né le 11 novembre 1966) est un athlète britannique spécialiste du 200 et du 400 mètres.

## Carrière

### Palmarès
| Année | Compétition                    | Lieu         | Résultat | Epreuve   | Performance   |
| ----- | ------------------------------ | ------------ | -------- | --------- | ------------- |
| 1998  | Jeux du Commonwealth           | Kuala Lumpur | 2e       | 4 x 400 m | 3 min 00 s 82 |
| 1999  | Championnats du monde en salle | Maebashi     | 3e       | 4 x 400 m | 3 min 03 s 20 |

### Records
| Épreuve    | Performance | Lieu       | Date            |
| ---------- | ----------- | ---------- | --------------- |
| 400 mètres | 44 s 68     | Birmingham | 26 juillet 1998 |

| Épreuve    | Performance | Lieu       | Date            |
| ---------- | ----------- | ---------- | --------------- |
| 200 mètres | 20 s 88     | Birmingham | 31 janvier 1999 |
| 400 mètres | 45 s 71     | Birmingham | 8 février 1998  |